# Aartsbisdom Praag

Kathedraal van Praag

Het aartsbisdom Praag (Latijn: Archidioecesis Pragensis, Tsjechisch: Arcidiecéze pražská) is een in Tsjechië gelegen rooms-katholiek aartsbisdom met zetel in de stad Praag. De aartsbisschop van Praag is metropoliet van de kerkprovincie Praag waartoe ook de volgende suffragane bisdommen behoren:
- České Budějovice
- Hradec Králové
- Litoměřice
- Pilsen

## Geschiedenis
Het bisdom werd opgericht in 973 als bisdom Praag naar wens van hertog Boleslav II van Bohemen en de keizers Otto I en Otto II van het Heilige Roomse Rijk. Het bisdom was suffragaan aan het aartsbisdom Mainz. In het jaar 1000 verloor het bisdom gebied aan het nieuw opgerichte bisdom Wrocław en in 1063 werd een deel van het bisdom afgestaan voor de oprichting van het bisdom Olomouc.
Op 30 april 1344 werd Praag verheven tot aartsbisdom. Er werd gebied afgesplitst voor de vorming van het bisdom Litomyšl. In 1474 verviel dit gebied weer aan Praag. In 1655 verloor Praag territorium aan het bisdom Litoměřice, in 1664 aan het bisdom Hradec Králové, in 1785 aan het bisdom České Budějovice en in 1993 aan het bisdom Pilsen.
Paus Johannes-Paulus II bezocht Praag in 1990, 1995, en 1997. Paus Benedictus XVI bezocht de stad in 2009.

## Aartsbisschoppen
Recente aartsbisschoppen van Praag zijn:

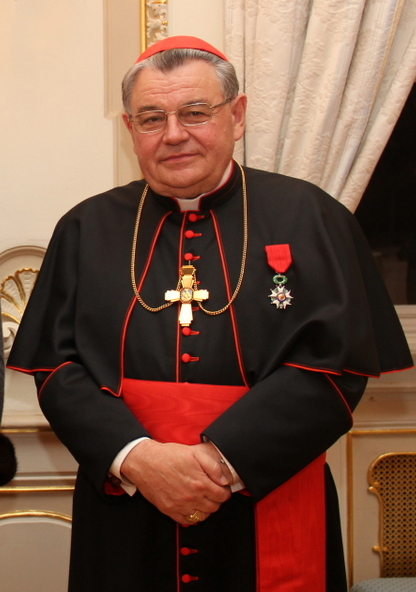
Dominik kardinaal Duka O.P., aartsbisschop van Praag

- 1988-1916: Lev Skrbenský z Hříště
- 1916-1919: Pavel von Huyn
- 1919-1931: František Kordač
- 1931-1941: Karel Kašpar
- 1946-1969: Josef Beran
- 1977-1991: František Tomášek
- 1991-2010: Miloslav Vlk
- 2010-heden: Dominik Duka O.P.